# 宏伟水库
宏伟水库是中国黑龙江省齐齐哈尔市克山县境内的一座水库，位于乌峪尔河支流上，建于1958年。水库正常库容为1900万立方米，集雨面积为174平方千米，海拔为284.79米。